# Gliese 867
Gliese 867 (FK Aqr) és un sistema estel·lar a la constel·lació d'Aquari. De magnitud aparent mitjana +9,08, s'hi localitza visualment 1º a l'est d'υ Aquarii. S'hi troba a 28,3 anys llum del sistema solar, i és Gliese 884, distant 3,0 anys llum, l'estel conegut més proper a ell.

## Característiques
Gliese 867 és, en primera instància, un estel binari les components del qual són dues nanes vermelles. Gliese 867 A, l'estel primari, té tipus espectral M1V o M2Ve.
La seva temperatura efectiva és de 3.416 K i té un radi equivalent al 73% del radi solar. El seu acompanyant, Gliese 867 B, té tipus espectral M1-3Ve.
Giren sobre si mateixos amb una velocitat de rotació d'almenys 7 km/s i cadascun d'ells té una massa de 0,42 masses solars.
El període orbital d'aquesta binària és de 4,032 dies, estant inclinat el pla orbital 60º. No constitueix una binària eclipsant.
El sistema es completa amb un estel de baixa massa —0,26 masses solars— que empra 2867 dies a completar una òrbita al voltant de la binària.

## Variabilitat
Gliese 867 és una variable BY Draconis amb una l'amplitud de variació de 0,04 magnituds. Aquests estels posseeixen cromosferes actives i emeten energia en forma de rajos X; en aquesta regió de l'espectre, la lluminositat de Gliese 867 és de 0,013×1024 W.
Hom pensa, a més, que les components de la binària són estels fulgurants.